# Satjchere
Satjchere (georgiska: საჩხერე) är en stad i Imeretien, västra Georgien. Staden hade 6 140 invånare (år 2014).